# Где 042?
«Где 042?» — советский героико-приключенческий чёрно-белый художественный фильм 1969 года режиссёра Олега Ленциуса.
Один из лидеров кинопроката СССР 1970 года, фильм занял 10-е место, его посмотрели 28,4 млн зрителей.

## Сюжет
Фильм снят на базе реальных событий начала Великой Отечественной войны. Бронекатер № 042 Дунайской флотилии в результате боёв с фашистскими оккупантами потерял весь экипаж. На нём остались в живых лишь красноармеец Гаркуша и якут Номоконов. Позже разными путями на катер попадают пехотинец, директор банка, артист цирка и бежавший из тюрьмы уголовник. Бронекатер № 042 в окружении врага продолжает бороться, выполняя приказ командования, взрывает в тылу врага мост через Днепр.

## В ролях
- Анатолий Салимоненко — Гаркуша, матрос, командир бронекатера
- Болот Бейшеналиев — Номоконов, якут, моторист бронекатера
- Александр Збруев — Константин Семёнович Дончак, беглый уголовник
- Александр Коваленко — Димка Солоухин, красноармеец
- Аудрис Хадаравичюс — Штиглиц, пленный немец-врач
- Яков Козлов — Эльтонский (Горохов), артист цирка
- Владимир Олексеенко — Тимофей Сергеевич Козубенко, директор банка
- Оксана Милешкина — Василинка, комсомолка-заложница
- Сильвия Сергейчикова — санинструктор
- И. Джеломанов — румын, заправщик морского транспорта
- Сигизмунд Криштофович — немецкий начальник

## Съёмочная группа
- Режиссёр-постановщик: Олег Ленциус
- Сценаристы: Анатолий Галиев, Михаил Маклярский
- Оператор-постановщик: Сергей Лисецкий
- Художник-постановщик: Алексей Бобровников
- Композитор: Евгений Зубцов